# 海上郡
- 令制国一覧 > 東海道 > 下総国 > 海上郡
- 日本 > 関東地方 > 千葉県 > 海上郡

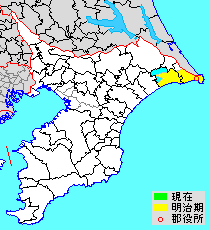
千葉県海上郡の位置（水色：後に他郡から編入した区域）

海上郡（かいじょうぐん）は、千葉県（下総国）にあった郡。大化の改新後に建郡（立評）され、その後幾多の変遷を経て、平成の大合併で消滅した。
もとは「うなかみ」郡と読んだが、上総国の海上郡（上海上郡）と区別して下海上郡とも称された。後に「かいじょう」郡という読みが行われるようになり、戦後は「かいじょう」郡が公式の読み方とされた。
匝瑳郡と合わせた地域が海匝と呼ばれ、香取郡も合わせ香取海匝と呼ばれる場合がある。

## 古代
下海上国造の領域を中心に編成された。下海上国造の領域は匝瑳郡、香取郡および鹿島郡の一部も含んでいたが、物部小事の坂東を征した功により匝瑳郡が建郡され、香取神宮と鹿島神宮の神郡として香取郡、鹿島郡が建郡され条里を割かれたとされる。なお、下海上国造の後裔を称する他田日奉神護が正倉院文書に遺した「他田日奉部直神護解」には、神護の祖父忍が孝徳期に海上郡少領であったことが書かれており、建郡（立評）に同意したことが窺える。
また、当郡出身の他田日奉得大理は『万葉集』巻二十 防人歌に「暁の かはたれ時に 島蔭を 漕ぎ去し船の たづき知らずも」と詠んでいる。他に高橋虫麻呂の「鹿島郡の刈野の橋にして大伴卿に別るる歌」が知られ、この歌にある「三宅」は現在の銚子市三宅町付近に比定され、海上の津（海上潟）はその西方の海上郡界に沿った一帯の干潟の称とされている。このことから、従来は上総国の海上郡の歌とされていた巻十四の「夏麻引く海上潟の沖つ洲に船は留めむさ夜更けにけり」と、巻七の「夏麻引く海上潟の沖つ洲に鳥はすだけど君は音もせず」を当郡の歌とする説も、近年有力になっている。
『続日本紀』延暦4年（785年）正月27日条では、大領の他田日奉徳刀自に外従五位下の位階が授けられ、『日本三代実録』仁和元年（885年）閏3月19日の条によれば、他田日奉春岳が、百姓の調庸を代納した功績により外従五位下を授けられている。
太平洋と香取海にはさまれた地であり、沿岸には多くの港が作られ古くから水上交通が盛んであった。古代における郡域は近世以降よりも広く、現在の銚子市と旭市のほか、東庄町や旧小見川町および旧山田町などの町域も含んでいた。

### 郡司
- 孝徳天皇期…他田日奉忍:海上郡少領（小乙下）
- 天武天皇期…他田日奉宮麻呂:海上郡少領（追広肆）
- 持統天皇期…他田日奉宮麻呂:海上郡大領（外正八位上）
- 天平期頃…他田日奉国足:海上郡大領（外従六位下）
- 延暦4年（785年）頃…他田日奉徳刀自:海上郡大領（外従五位下）
- 仁和元年（885年）頃…他田日奉春岳:海上郡大領（外従五位下）

### 郷
『和名類聚抄』に記される郡内の郷（16郷）。
大倉、城上、麻続、布方、軽部、神代、編玉、舟木、小野、石田、石井、須賀、横根、三前、三宅、舟木、橘川

## 中世
平安時代末には当郡を分割して、三崎荘・橘荘・木内荘・松沢荘が立荘され、国衙領として小見郷があった。鎌倉時代初期から千葉氏庶流の東氏一族が進出、三崎荘は海上氏、橘荘は東氏、木内荘は木内氏、松沢荘は府馬氏、小見郷は小見氏が領有した。中世後期には千葉氏の勢力が弱まり、戦国時代には上総国から進出した里見氏の圧迫を受けた。

## 近世
天正18年（1590年）の豊臣秀吉による小田原征伐に際し、千葉氏一族は後北条氏についたため勢力を失った。徳川家康関東移封にともない阿知戸に木曾義昌・義利親子が入部したが後改易。江戸時代初期に郡の再編成が行われ北部の地域が香取郡に移された。また江戸時代前期までに匝瑳郡の東部が当郡に入る。当郡は諸藩領の他、幕府領・旗本領・与力給知が混在しその占める割合も高い。寛文年間（1661年-1673年）には海上・香取・匝瑳の3郡にまたがる椿海が干拓された。

## 近代以降

### 町村制以前の沿革
- 「旧高旧領取調帳」に記載されている明治初年時点での当郡域の支配は以下の通り。●は村内に寺社領が、○は寺社除地が存在。（70村）

| 知行       | 知行                       | 村数 | 村名 |
| ---------- | -------------------------- | ---- | --- |
| 天領       | 旗本領                     | 25村 | 神宮寺村、仁玉村、中谷里村、●成田村、野中村、東足洗村、西足洗村、江ヶ崎村、幾世村、松ヶ谷村、岩井村、倉橋村、●猿田村、権田沼新田、下永井村、八木村、小浜村、高野村、三門村、船木台村、塚本村、高田村、●柴崎村、松岸村、○松本村 |
| 天領       | 与力給知                   | 3村  | 足川村、岩崎村、上永井村 |
| 天領       | 幕府領・旗本領             | 9村  | 三川村、横根村、常世田村、親田村、赤塚村、中島村、正明寺村、芦崎村、余山村 |
| 天領       | 幕府領・旗本領・与力給知   | 1村  | 塙村 |
| 天領       | 幕府領・与力給知           | 4村  | 萩園村、平松村、行内村、三宅村 |
| 天領       | 旗本領・与力給知           | 3村  | 十日市場村、椎名内村、飯岡村 |
| 藩領       | 上野高崎藩                 | 13村 | 岡野台村、●小船木村、●野尻村、垣根村、長塚村、本城村、●今宮村、荒野村、新生村、●飯沼村、高神村、小川戸村、三崎村 |
| 藩領       | 上野安中藩                 | 2村  | 琴田村、清滝村 |
| 藩領       | 下総佐倉藩                 | 1村  | 長尾村 |
| 藩領       | 下総小見川藩               | 1村  | 忍村 |
| 天領・藩領 | 幕府領・高崎藩             | 2村  | 蛇園村、○四日市場村 |
| 天領・藩領 | 幕府領・旗本領・高崎藩     | 2村  | 後草村、見広村 |
| 天領・藩領 | 幕府領・旗本領・下総生実藩 | 1村  | ○網戸村 |
| 天領・藩領 | 旗本領・安中藩             | 2村  | 高生村、辺田村 |
| 天領・藩領 | 旗本領・佐倉藩             | 1村  | 大間手村 |

- 慶応4年7月2日（1868年8月19日） - 天領が安房上総知県事の管轄となる。
- 明治2年2月9日（1869年3月21日） - 安房上総知県事の管轄地域が宮谷県の管轄となる。
- 明治4年
  - 7月14日（1871年8月29日） - 廃藩置県により、藩領が佐倉県、小見川県、生実県、高崎県、安中県の管轄となる。
  - 10月28日（1871年12月10日） - 第1次府県統合により、高崎県・安中県の管轄区域が群馬県の管轄となる。
  - 11月14日（1871年12月25日） - 第1次府県統合により、全域が新治県の管轄となる。
- 明治8年（1875年）5月7日 - 第2次府県統合により千葉県の管轄となる。

### 郡区町村編制法施行後
- 明治11年（1878年）11月2日 - 郡区町村編制法の千葉県での施行により、行政区画としての海上郡が発足。「海上匝瑳郡役所」が銚子町に設置され、匝瑳郡とともに管轄。行政区画として発足した当時の郡域は、下記の区域にあたる。

- - 銚子市の大部分（富川町、森戸町以北を除く）
  - 旭市の大部分（秋田、萬力、米込、入野、関戸、萬歳以北および井戸野・川口・泉川・駒込・大塚原・鎌数・新町を除く）

### 町村制以降の沿革

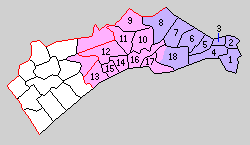
1.高神村 2.本銚子町 3.銚子町 4.豊浦村 5.伊豆原村 6.海上村 7.船木村 8.椎芝村 9.滝郷村 10.鶴巻村 11.嚶鳴村 12.旭町 13.富浦村 14.浦賀村 15.足川村 16.三川村 17.飯岡町 18.豊岡村（紫：銚子市 桃：旭市）

- 明治22年（1889年）4月1日 - 町村制施行に伴い、以下の町村が発足。（4町14村）
  - 高神村（単独村制。現・銚子市）
  - 本銚子町（飯沼村が改称のうえ単独村制。現・銚子市）
  - 銚子町 ← 荒野村［突入地を除く］、新生村、今宮村（現・銚子市）
  - 豊浦村 ← 小川戸村、辺田村、三崎村、荒野村［突入地］（現・銚子市）
  - 伊豆原村 ← 松本村、本城村、長塚村（現・銚子市）
  - 海上村 ← 松岸村、垣根村、柴崎村、高野村、四日市場村、三宅村、赤塚村、余山村（現・銚子市）
  - 船木村 ← 高田村、芦崎村、岡野台村、船木台村、三門村、中島村、正明寺村、九ヶ村新田[注 6]、白石鶏沢新田[注 7]（現・銚子市）
  - 椎芝村 ← 野尻村、小船木村、塚本村、忍村、猿田村（現・銚子市）
  - 鶴巻村 ← 倉橋村、見広村、大間手村、蛇園村、長尾村（現・旭市）
  - 滝郷村 ← 清滝村、幾世村、岩井村、松ヶ谷村（現・旭市）
  - 嚶鳴村 ← 琴田村、江ヶ崎村、後草村、高生村（現・旭市）
  - 旭町 ← 成田村、十日市場村、網戸村、匝瑳郡太田村（現・旭市）
  - 富浦村 ← 中谷里村、仁玉村、神宮寺村（現・旭市）
  - 浦賀村 ← 椎名内村、野中村、西足洗村、東足洗村（現・旭市）
  - 足川村（単独村制。現・旭市）
  - 三川村 ← 三川村、権田沼新田（現・旭市）
  - 飯岡町 ← 飯岡村、下永井村、上永井村、横根村、萩園村、行内村、平松村、岩崎村（現・旭市）
  - 豊岡村 ← 八木村、小浜村、親田村、常世田村（現・銚子市）、塙村（現・旭市）
- 明治24年（1891年）
  - 1月26日 - 椎芝村が改称して椎柴村となる。
  - 8月14日 - 伊豆原村が町制施行・改称して西銚子町となる。（5町13村）
- 明治30年（1897年）4月1日 - 郡制を施行。
- 大正3年（1914年）12月12日 - 浦賀村・足川村が合併し、改めて浦賀村が発足。（5町12村）
- 大正4年（1915年）9月12日 - 浦賀村が改称して矢指村となる。
- 大正12年（1923年）4月1日 - 郡会が廃止。郡役所は存続。
- 大正15年（1926年）7月1日 - 郡役所が廃止。以降は地域区分名称となる。
- 昭和8年（1933年）2月11日 - 銚子町・本銚子町・西銚子町・豊浦村が合併して銚子市が発足し、郡より離脱。（2町11村）
- 昭和12年（1937年）2月11日 - 高神村・海上村が銚子市に編入。（2町9村）
- 昭和17年（1942年）7月1日 - 「海匝地方事務所」が旭町に設置され、匝瑳郡とともに管轄。
- 昭和29年（1954年）
  - 2月11日 - 旭町・富浦村・矢指村が合併し、改めて旭町が発足。（2町7村）
  - 3月31日（3町3村）
    - 鶴巻村・滝郷村・嚶鳴村が合併して海上町が発足。
    - 飯岡町・三川村、豊岡村の一部（塙）が合併し、改めて飯岡町が発足。

  - 4月1日 - 船木村・椎柴村が銚子市に編入。（3町1村）
  - 6月1日 - 旭町が匝瑳郡豊畑村・共和村を編入。
  - 7月1日 - 旭町が市制施行して旭市となり、郡より離脱。（2町1村）
- 昭和31年（1956年）7月1日 - 豊岡村が銚子市に編入。（2町）
- 平成17年（2005年）7月1日 - 飯岡町・海上町が旭市・香取郡干潟町と合併し、改めて旭市が発足。同日海上郡消滅。

### 変遷表
| 明治22年以前  | 明治22年4月1日                     | 明治22年 - 大正15年                | 明治22年 - 大正15年          | 昭和1年 - 昭和19年           | 昭和20年 - 昭和29年          | 昭和20年 - 昭和29年          | 昭和20年 - 昭和29年         | 昭和30年 - 昭和64年 | 平成1年 - 現在 | 現在   |
| ------------- | ---------------------------------- | ---------------------------------- | ---------------------------- | ---------------------------- | ---------------------------- | ---------------------------- | --------------------------- | ------------------- | -------------- | ------ |
|               | 銚子町                             | 銚子町                             | 銚子町                       | 昭和8年2月11日 銚子市        | 銚子市                       | 銚子市                       | 銚子市                      | 銚子市              | 銚子市         | 銚子市 |
| 本銚子町      | 本銚子町                           | 本銚子町                           |                              | 昭和8年2月11日 銚子市        | 銚子市                       | 銚子市                       | 銚子市                      | 銚子市              | 銚子市         | 銚子市 |
| 伊豆原村      | 明治24年8月14日 西銚子町に町制改称 | 明治24年8月14日 西銚子町に町制改称 |                              | 昭和8年2月11日 銚子市        | 銚子市                       | 銚子市                       | 銚子市                      | 銚子市              | 銚子市         | 銚子市 |
| 豊浦村        | 豊浦村                             | 豊浦村                             |                              | 昭和8年2月11日 銚子市        | 銚子市                       | 銚子市                       | 銚子市                      | 銚子市              | 銚子市         | 銚子市 |
| 海上村        | 海上村                             | 海上村                             | 昭和12年2月11日 銚子市に編入 |                              | 銚子市                       | 銚子市                       | 銚子市                      | 銚子市              | 銚子市         | 銚子市 |
| 高神村        | 高神村                             | 高神村                             | 昭和12年2月11日 銚子市に編入 |                              | 銚子市                       | 銚子市                       | 銚子市                      | 銚子市              | 銚子市         | 銚子市 |
| 椎芝村        | 明治24年1月26日 椎柴村に改称       | 明治24年1月26日 椎柴村に改称       | 椎柴村                       | 昭和29年4月1日 銚子市に編入  | 昭和29年4月1日 銚子市に編入  | 昭和29年4月1日 銚子市に編入  |                             | 銚子市              | 銚子市         | 銚子市 |
| 船木村        | 船木村                             | 船木村                             | 船木村                       | 昭和29年4月1日 銚子市に編入  | 昭和29年4月1日 銚子市に編入  | 昭和29年4月1日 銚子市に編入  |                             | 銚子市              | 銚子市         | 銚子市 |
| 豊岡村        | 豊岡村                             | 豊岡村                             | 豊岡村                       | 豊岡村                       | 豊岡村                       | 豊岡村                       | 昭和31年7月1日 銚子市に編入 |                     | 銚子市         | 銚子市 |
| 豊岡村        | 豊岡村                             | 豊岡村                             | 豊岡村                       | 昭和29年3月31日 飯岡町に編入 | 昭和29年3月31日 飯岡町に編入 | 昭和29年3月31日 飯岡町に編入 | 飯岡町                      | 平成17年7月1日 旭市 | 旭市           |        |
| 飯岡町        | 飯岡町                             | 飯岡町                             | 飯岡町                       | 昭和29年3月31日 飯岡町       | 昭和29年3月31日 飯岡町       | 昭和29年3月31日 飯岡町       | 飯岡町                      | 平成17年7月1日 旭市 | 旭市           |        |
| 三川村        | 三川村                             | 三川村                             | 三川村                       | 昭和29年3月31日 飯岡町       | 昭和29年3月31日 飯岡町       | 昭和29年3月31日 飯岡町       | 飯岡町                      | 平成17年7月1日 旭市 | 旭市           |        |
| 鶴巻村        | 鶴巻村                             | 鶴巻村                             | 鶴巻村                       | 昭和29年3月31日 海上町       | 昭和29年3月31日 海上町       | 昭和29年3月31日 海上町       | 海上町                      | 平成17年7月1日 旭市 | 旭市           |        |
| 滝郷村        | 滝郷村                             | 滝郷村                             | 滝郷村                       | 昭和29年3月31日 海上町       | 昭和29年3月31日 海上町       | 昭和29年3月31日 海上町       | 海上町                      | 平成17年7月1日 旭市 | 旭市           |        |
| 嚶鳴村        | 嚶鳴村                             | 嚶鳴村                             | 嚶鳴村                       | 昭和29年3月31日 海上町       | 昭和29年3月31日 海上町       | 昭和29年3月31日 海上町       | 海上町                      | 平成17年7月1日 旭市 | 旭市           |        |
| 旭町          | 旭町                               | 旭町                               | 旭町                         | 昭和29年2月11日 旭町         | 旭町                         | 昭和29年7月1日 市制          | 旭市                        | 平成17年7月1日 旭市 | 旭市           |        |
| 富浦村        | 富浦村                             | 富浦村                             | 富浦村                       | 昭和29年2月11日 旭町         | 旭町                         | 昭和29年7月1日 市制          | 旭市                        | 平成17年7月1日 旭市 | 旭市           |        |
| 足川村        | 大正3年12月12日 浦賀村             | 大正4年10月1日 矢指村に改称        | 矢指村                       | 昭和29年2月11日 旭町         | 旭町                         | 昭和29年7月1日 市制          | 旭市                        | 平成17年7月1日 旭市 | 旭市           |        |
| 浦賀村        | 大正3年12月12日 浦賀村             | 大正4年10月1日 矢指村に改称        | 矢指村                       | 昭和29年2月11日 旭町         | 旭町                         | 昭和29年7月1日 市制          | 旭市                        | 平成17年7月1日 旭市 | 旭市           |        |
| 匝瑳郡 共和村 | 匝瑳郡 共和村                      | 匝瑳郡 共和村                      | 匝瑳郡 共和村                | 匝瑳郡 共和村                | 昭和29年6月1日 旭町に編入    | 昭和29年7月1日 市制          | 旭市                        | 平成17年7月1日 旭市 | 旭市           |        |
| 匝瑳郡 豊畑村 | 匝瑳郡 豊畑村                      | 匝瑳郡 豊畑村                      | 匝瑳郡 豊畑村                | 匝瑳郡 豊畑村                | 昭和29年6月1日 旭町に編入    | 昭和29年7月1日 市制          | 旭市                        | 平成17年7月1日 旭市 | 旭市           |        |

### 行政
海上・匝瑳郡長
特記なき場合、本郡を管轄していた『匝瑳郡誌』による。
| 代 | 氏名       | 就任年月日                | 退任年月日                | 備考                   |
| -- | ---------- | ------------------------- | ------------------------- | ---------------------- |
| 1  |            | 明治11年（1878年）11月2日 |                           |                        |
|    | 宮川九郎   | 明治30年（1897年）4月     | 明治32年（1899年）3月     |                        |
|    | 宮越正良   | 明治32年（1899年）4月     | 明治33年（1900年）3月     |                        |
|    | 大野道一   | 明治33年（1900年）4月     | 明治35年（1902年）5月25日 |                        |
|    | 桧山信邦   | 明治35年（1902年）5月26日 | 明治36年（1903年）1月     |                        |
|    | 小沼量平   | 明治36年（1903年）1月     | 明治39年（1906年）5月     |                        |
|    | 岡巌       | 明治39年（1906年）5月     | 明治41年（1908年）6月     |                        |
|    | 介川常保   | 明治41年（1908年）6月     | 明治41年（1908年）7月     |                        |
|    | 直井綱     | 明治41年（1908年）8月17日 | 明治44年（1911年）1月12日 | 在任中に死去           |
|    | 藤川估     | 明治44年（1911年）2月     | 大正2年（1913年）3月      |                        |
|    | 宮村豊     | 大正2年（1913年）3月      | 大正5年（1916年）12月     |                        |
|    | 並木重太郎 | 大正5年（1916年）12月     | 大正8年（1919年）9月      |                        |
|    | 石本堅     | 大正8年（1919年）9月11日  | 不明                      |                        |
|    |            |                           | 大正15年（1926年）6月30日 | 郡役所廃止により、廃官 |